# Capella del Cementiri de l'Hospitalet de Llobregat
La Capella del Cementiri de l'Hospitalet de Llobregat és una obra noucentista protegida com a bé cultural d'interès local.

## Descripció
Capella formada per un cos cúbic coronat per un fris decorat amb arestes i una cornisa que imita un entaulament i està decorada amb gotes. Té un cos annex més petit que té la funció de vestíbul al que s'arriba mitjançant tres esglaons. La porta d'entrada és amb llinda i està flanquejada per dues columnes dòriques. Una cornisa estriada recorre aquest cos però al centre de la façana queda partida i aquest tros continua uns centímetres més amunt. En tota la capella hi ha poques finestres i aquestes són de forma octogonal en degradació. L'arrebossat del parament imita carreus de pedra.